# 克劳迪乌
克劳迪乌是巴西米纳斯吉拉斯州的一个市镇。总面积630.278平方公里，总人口24590人，人口密度39人/平方公里。